# Österrikes Grand Prix 1973
Österrikes Grand Prix 1973 var det tolfte av 15 lopp ingående i formel 1-VM 1973.  

## Resultat
1. Ronnie Peterson, Lotus-Ford, 9 poäng
2. Jackie Stewart, Tyrrell-Ford, 6
3. Carlos Pace, Surtees-Ford, 4
4. Carlos Reutemann, Brabham-Ford, 3
5. Jean-Pierre Beltoise, BRM, 2
6. Clay Regazzoni, BRM, 1
7. Arturo Merzario, Ferrari
8. Denny Hulme, McLaren-Ford
9. Gijs van Lennep, Williams (Iso Marlboro-Ford)
10. Mike Hailwood, Surtees-Ford

### Förare som bröt loppet
- Emerson Fittipaldi, Lotus-Ford (varv 48, bränslesystem)
- Howden Ganley, Williams (Iso Marlboro-Ford) (44, för få varv)
- Jean-Pierre Jarier, March-Ford (37, motor)
- Rikky von Opel, Ensign-Ford (34, bränslesystem)
- Wilson Fittipaldi, Brabham-Ford (31, bränslesystem)
- Graham Hill, Hill (Shadow-Ford) (28, upphängning)
- George Follmer, Shadow-Ford (23, differential)
- Rolf Stommelen, Brabham-Ford (21, hjul)
- Jackie Oliver, Shadow-Ford (9, bränslesystem)
- François Cévert, Tyrrell-Ford (6, upphängning)
- James Hunt, Hesketh (March-Ford) (3, insprutning)
- Peter Revson, McLaren-Ford (0, koppling)
- Mike Beuttler, Clarke-Mordaunt-Guthrie (March-Ford) (0, kollision)

### Förare som ej startade
- Chris Amon, Tecno (saknade motor)
- Niki Lauda, BRM (föraren skadad)

## VM-ställning
| Förarmästerskapet 1. Jackie Stewart, Tyrrell-Ford, 66 2. François Cévert, Tyrrell-Ford, 45 3. Emerson Fittipaldi, Lotus-Ford, 42 | Konstruktörsmästerskapet 1. Tyrrell-Ford, 77 2. Lotus-Ford, 68 3. McLaren-Ford, 42 |